# Сиянин, Михаил Данилович
Михаил Данилович Сиянин (бел. Міхаіл Данілавіч Сія́нін; 17 декабря 1901 — 1 октября 1973) — советский офицер, участник Великой Отечественной войны, Герой Советского Союза (17.11.1943). Полковник (11.04.1942).

## Биография
Михаил Сиянин родился 17 декабря 1901 года в деревне Заболотье (ныне — Оршанский район Витебской области Беларуси). Семья была бедняцкая, поэтому Михаилу пришлось уже с 9 лет батрачить на помещика, работая пастухом. С 15 лет работал учеником на проволочно-гвоздильном заводе в посёлке Барань
В мае 1920 года Сиянин вступил на службу в Рабоче-крестьянскую Красную Армию. Участвовал в боях Гражданской войны и советско-польской войны, будучи красноармейцем и помощником командира взвода в 235-м стрелковом полку 27-й Омской стрелковой дивизии имени Итальянского пролетариата. В том же 1920 году окончил курсы красных командиров в Могилёве. Член РКП(б) с 1920 года. В 1921 году участвовал в подавлении Кронштадтского восстания и Тамбовского восстания под руководством А. С. Антонова.
С февраля 1923 года служил в Туркестане, несколько лет участвовал в боях против басмачей. Сначала был комиссаром батальона и комиссаром эскадрона 9-го Туркестанского стрелкового полка Туркестанского фронта. В 1929 году М. Д. Сиянин окончил кавалерийские курсы усовершенствования командного состава в Новочеркасске. С сентября 1929 года — помощник начальника штаба полка, начальник полковой школы и начальник штаба 80-го кавалерийского полка в Туркестане. За заслуги в борьбе с басмачеством награждён орденом Красного Знамени, двумя именными часами от Правительства Таджикской АССР, а в 1931 году – именной шашкой от Реввоенсовета СССР. В 1932 году окончил курсы при IV управлении Штаба РККА и в сентябре этого же 1932 года назначен начальником разведывательного отделения штаба 6-й кавалерийской дивизии Среднеазиатского военного округа (Самарканд). С апреля 1935 года — исполняющий должность помощника командира 80-го кавалерийского полка (Куляб).
15 июня 1938 года майор Сиянин был арестован органами НКВД СССР и находился под следствием, тогда же он был уволен из РККА. В июле 1939 года освобождён в связи с прекращением дела и восстановлен на службе в армии, в сентябре назначен начальником отдела боевой подготовки Центрального совета Осоавиахима Узбекской ССР. С сентября 1940 года — помощник командира по строевой части 147-го запасного кавалерийского полка Среднеазиатского ВО (Алма-Ата).
После начала Великой Отечественной войны, в июле 1941 года майор М. Д. Сиянин был назначен командиром 135-го горнокавалерийского полка, затем командиром 1075-го стрелкового полка, и наконец командиром 97-го кавалерийского полка 18-й кавалерийской дивизии. Завершив формирование в Среднеазиатском ВО, в середине ноября дивизия направлена в действующую армию. С декабря 1941 года — участник Великой Отечественной войны, когда дивизия участвовала в битве за Москву (Калининская наступательная операция) на Калининском фронте. С января 1942 года участвовал в Ржевско-Вяземской наступательной операции, в ходе которой во главе полка провёл 2 рейда по немецким тылам (первый в январе, второй в марте-мае 1942 года). Противнику был нанесён большой урон. Во второй половине 1942 года направлен на учёбу.
В 1943 году окончил ускоренный курс Высшей военной академии имени К. Е. Ворошилова.
С августа 1943 года полковник Михаил Сиянин командовал 69-й механизированной бригадой 9-го механизированного корпуса 3-й гвардейской танковой армии Воронежского фронта. Отличился во время битвы за Днепр. 21 сентября 1943 года передовые части бригады Сиянина с ходу и исключительно на подручных средствах и самостоятельно изготовленных плотах переправились через Днепр в районе села Зарубинцы Каневского района Черкасской области Украинской ССР, и захватили плацдарм на его западном берегу. К 23 сентября на плацдарме сражалась уже вся бригада в полном составе, а также используя её успех, на этот же плацдарм спешно переплавлялись остальные части 9-го механизированного корпуса. Действия бригады Сиянина способствовали успешным действиям всего корпуса. Так было положено начало Букринскому плацдарму и вообще всему форсированию Днепра.
Указом Президиума Верховного Совета СССР от 17 ноября 1943 года полковнику Михаилу Даниловичу Сиянину присвоено звание Героя Советского Союза с вручением ордена Ленина и медали «Золотая Звезда». А всего за форсирование Днепра звания Героя был удостоен 41 воин из 69-й механизированной бригады.
В бою 27 сентября, отбивая массированную атаку танков и пехоты противника на плацдарм, он был ранен. Вернувшись в строй в ноябре 1943 года, назначен командиром 70-й механизированной бригады того же корпуса. Действуя на 1-м Украинском фронте, участвовал в Киевской наступательной, Киевской оборонительной, в Житомирско-Бердичевской и в Проскуровско-Черновицкой наступательных операциях. Бригада полковника Сиянина отличилась при освобождении городов Киев, Житомир, Фастов, Тернополь, Проскуров (за что ей было присвоено почётное наименование «Проскуровская»).
В апреле 1944 года был зачислен в распоряжение Военного совета 1-го Украинского фронта, в июне назначен командиром 65-й мотострелковой бригады 31-го танкового корпуса на 1-м Украинском фронте. Под его командованием эта бригада успешно действовала в Львовско-Сандомирской наступательной операции, в боях удержанию и расширению Сандомирского плацдарма, в Восточно-Карпатской и Висло-Одерской наступательной операции. Во время последней операции 17 января полковник М. Д. Сиянин был тяжело контужен, но после госпиталя вернулся к командованию этой бригадой и участвовал в Верхнесилезской и Моравско-Остравской наступательных операциях. За отличные действия его бригада была награждена орденами Красного Знамени, Суворова и Кутузова 2-х степеней.
После войны бригада была выведена в Прикарпатский военный округ и переформирована в 65-й мотострелковый полк. Полковник Сиянин был утверждён его командиром. В ноябре 1947 года уволен в запас.
Проживал в Орше, работал директором музея Константина Заслонова. 
Скончался 1 октября 1973 года.

## Награды и звания
- Герой Советского Союза (17.11.1943)
- Два ордена Ленина (17.11.1943, 21.02.1945)
- Четыре ордена Красного Знамени (1925, 25.01.1942, 13.05.1942, 3.11.1944)
- Орден Суворова III степени (27.05.1945)
- Орден Отечественной войны I степени (20.09.1944)
- Медали СССР[3]
- Именное оружие (шашка) от Реввоенсовета СССР (1931)
- Награды Чехословакии:
  - Военный крест 1939 года
  - Дукельская памятная медаль

## Память
- Его именем названа улица в Орше.
- Стела в честь М. Д. Сиянина на Аллее Героев войны — уроженцев Оршанщины (2025). Расположена в Орше по ул. Пакгаузной, в сквере около Дома культуры железнодорожников[4].